# 2-й ремонтный завод средств связи
2-й ремонтный завод средств связи (укр. 2 ремонтний завод засобів зв'язку) — государственное предприятие военно-промышленного комплекса Украины.
Является единственным предприятием Украины, способным осуществлять ремонт армейских радиостанций Р-161А2М и аппаратуры засекреченной телеграфной связи Т-230-1А.

## История
После провозглашения независимости Украины завод был передан в ведение министерства обороны Украины.
В 1999 году завод был внесён в перечень предприятий военно-промышленного комплекса Украины, освобождённых от уплаты земельного налога (размер заводской территории составлял 2,3 га).
По состоянию на начало 2008 года, завод осуществлял:
- производство оснастки и стендового оборудования для ремонта техники связи[1]
- капитальный ремонт командно-штабных машин Р-142Н, Р-145БМ; радиостанций средней мощности Р-010, Р-105, Р-140М, Р-140-05, Р-155А, Р-159М, Р-161А2, Р-161А2М, Р-326; станций спутниковой связи Р-440-0; радиорелейных станций Р-419А; аппаратуры уплотнения П-330-6, П-327, П-327-2, П-193М; телеграфных аппаратов Т-230-03, Т-217М, Т-219М, Т-206-3М1, СА-008, П-161М, П-161МОК, П-161КМО; телефонных аппаратов ТА-57; станций тропосферной связи Р-412А[1]
- ремонт радиостанций УКВ-диапазона Р-123М, Р-173, Р-158, Р-159, Р-111, Р-107М; радиостанций КВ-диапазона Р-130М, Р-143; радиоприёмников Р-160П, Р-173П; радиорелейных станций Р-409МА, Р-415Н, Р-415В, Р-414-3[1]
- оказание услуг военно-технического назначения: командирование бригад специалистов, экспертов и советников[1]

В январе 2009 года руководство завода приняло решение о сокращении штатов и увольнении 74 работников предприятия.
После создания в декабре 2010 года государственного концерна «Укроборонпром», завод был включён в состав концерна.
К началу 2011 года производственные мощности завода были задействованы не полностью. Весной 2011 года администрация завода предложила администрации Тернопольской области в аренду шесть неиспользуемых в хозяйственной деятельности складских и производственных помещений общей площадью 1991 м².
В связи с отсутствием государственных заказов, с 2009 года на предприятии не проводилось обновление основных фондов, износ которых к началу апреля 2012 года составил 78 %.
1 февраля 2013 года государство полностью погасило задолженность завода (свыше 500 тыс. гривен).
Весной 2014 года завод находился на грани банкротства, однако в дальнейшем предприятие было привлечено к исполнению военного заказа для вооружённых сил Украины. 8 мая 2014 года заводу выделили 8,22 млн гривен на осуществление ремонта вооружённых сил Украины. 5 июня 2014 года заводу выделили ещё 1,05 млн гривен на средний ремонт аппаратуры засекреченной телеграфной связи («Т-230-1А» и «Т-230-06»).